# Bowling Green (parque)
Bowling Green es un parque público en el Distrito Financiero del Bajo Manhattan, en Nueva York (Estados Unidos). Ubicado en el extremo sur de Broadway, junto al sitio del fuerte holandés original de Nueva Ámsterdam, sirvió como un lugar público antes de ser designado como parque en 1733. Es el parque público más antiguo de Nueva York y está rodeado por su cerca original del siglo XVIII. Incluía una bolera real y una estatua ecuestre del rey Jorge III antes de la Guerra de Independencia.
Bowling Green está rodeado de numerosos edificios, incluidos Alexander Hamilton US Custom House, International Mercantile Marine Company Building, Bowling Green Offices Building, Cunard Building, 26 Broadway y 2 Broadway. La escultura Charging Bull (lit. 'toro embistiendo') se encuentra en su extremo norte, mientras que Battery Park se encuentra en el suroeste. El parque está incluido en el Registro Nacional de Lugares Históricos con el nombre de Bowling Green Fence and Park. También es una propiedad que contribuye al distrito histórico de Wall Street, un distrito NRHP creado en 2007.

## Historia

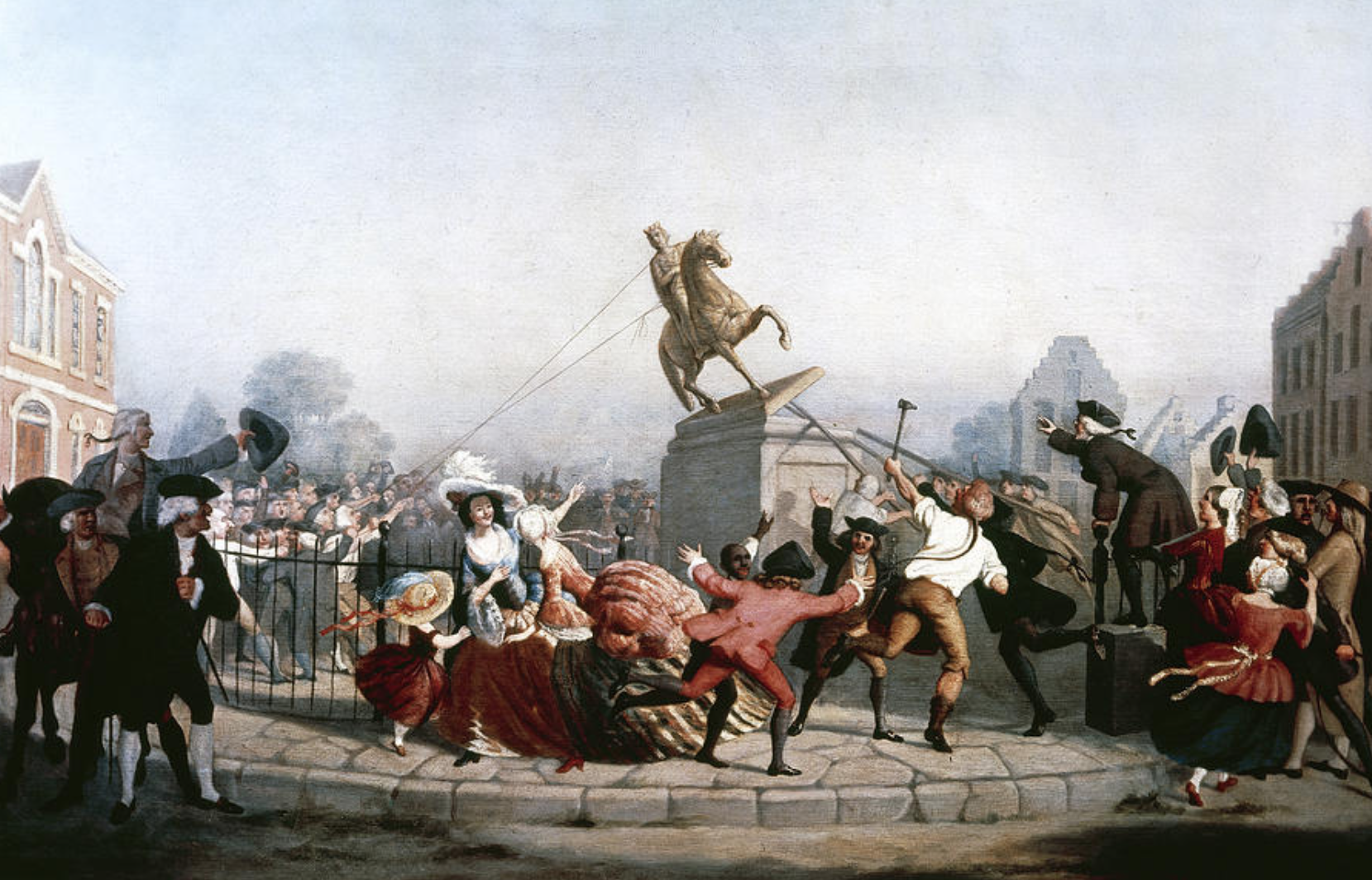
Pulling Down the Statue of King George III, N.Y.C., (c. 1854) por William Walcutt

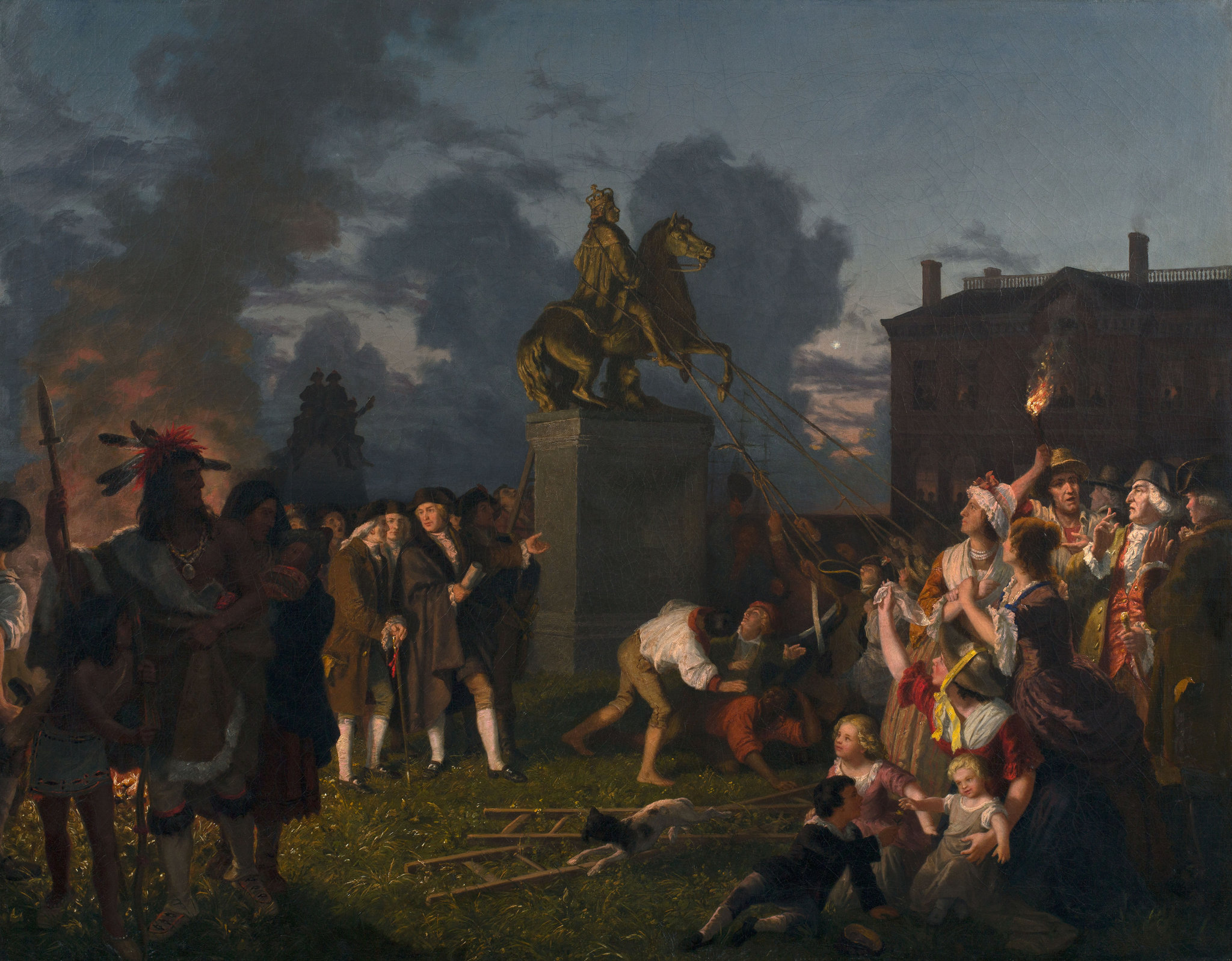
Pulling Down the Statue of King George III, N.Y.C., (c. 1859) Una pintura romántica de la era victoriana con inexactitudes históricas: la escultura está representada con un atuendo de la década de 1850 y los nativos americanos, las mujeres y los niños están en la escena.

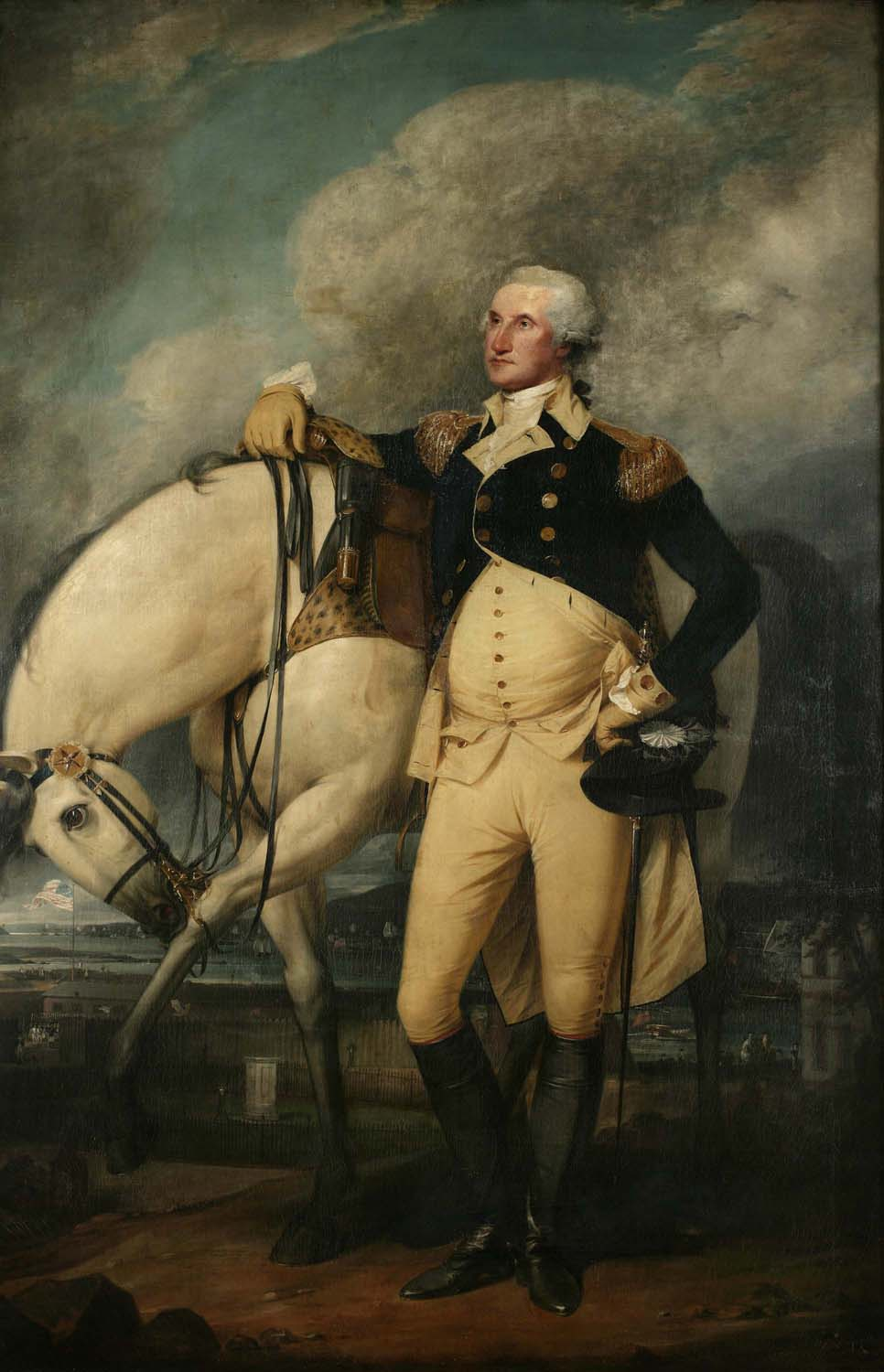
George Washington en Verplanks Point por John Trumbull 1790; los restos del pedestal de la estatua de Jorge III se pueden ver en la parte inferior entre las patas de los caballos

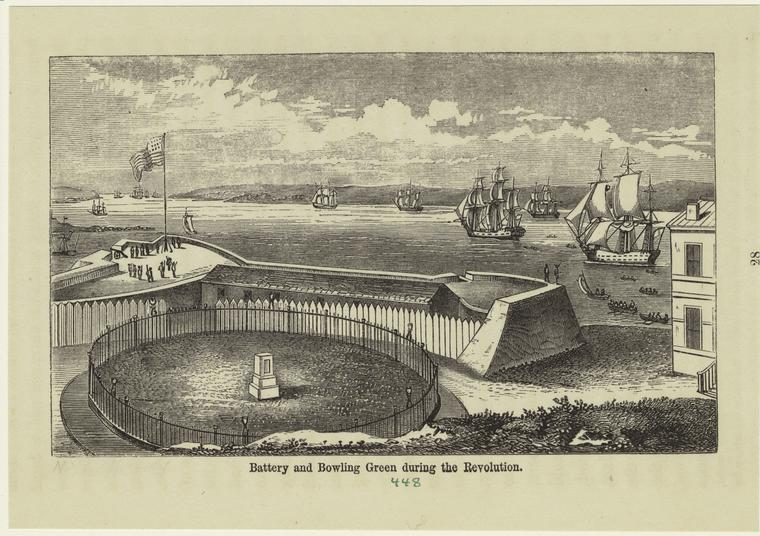
Un grabado de 1859 que muestra los restos del pedestal de la estatua de Jorge III en Bowling Green Park

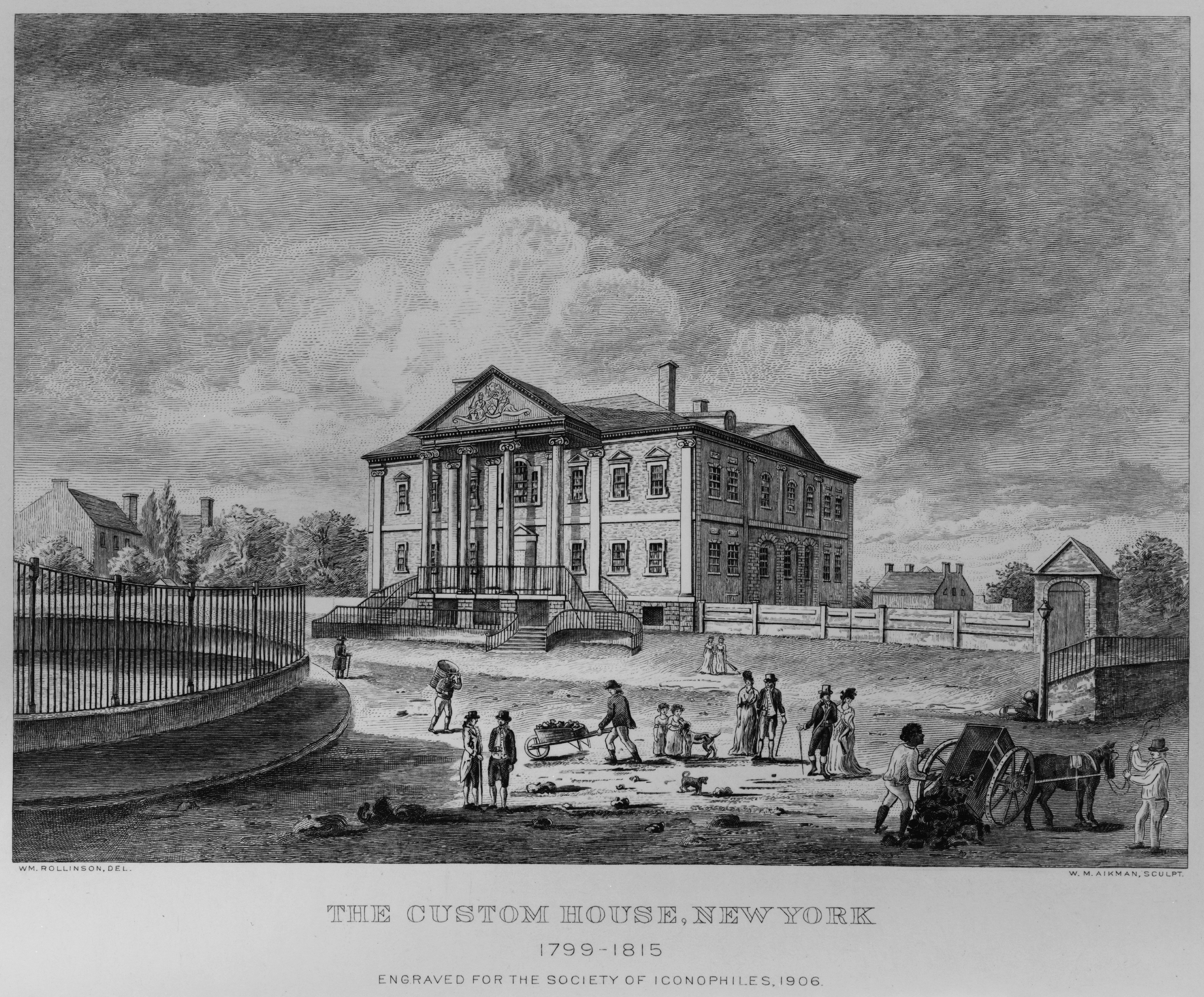
Casa de Gobierno como Aduana, 1799–1815, Bowling Green se muestra a la izquierda

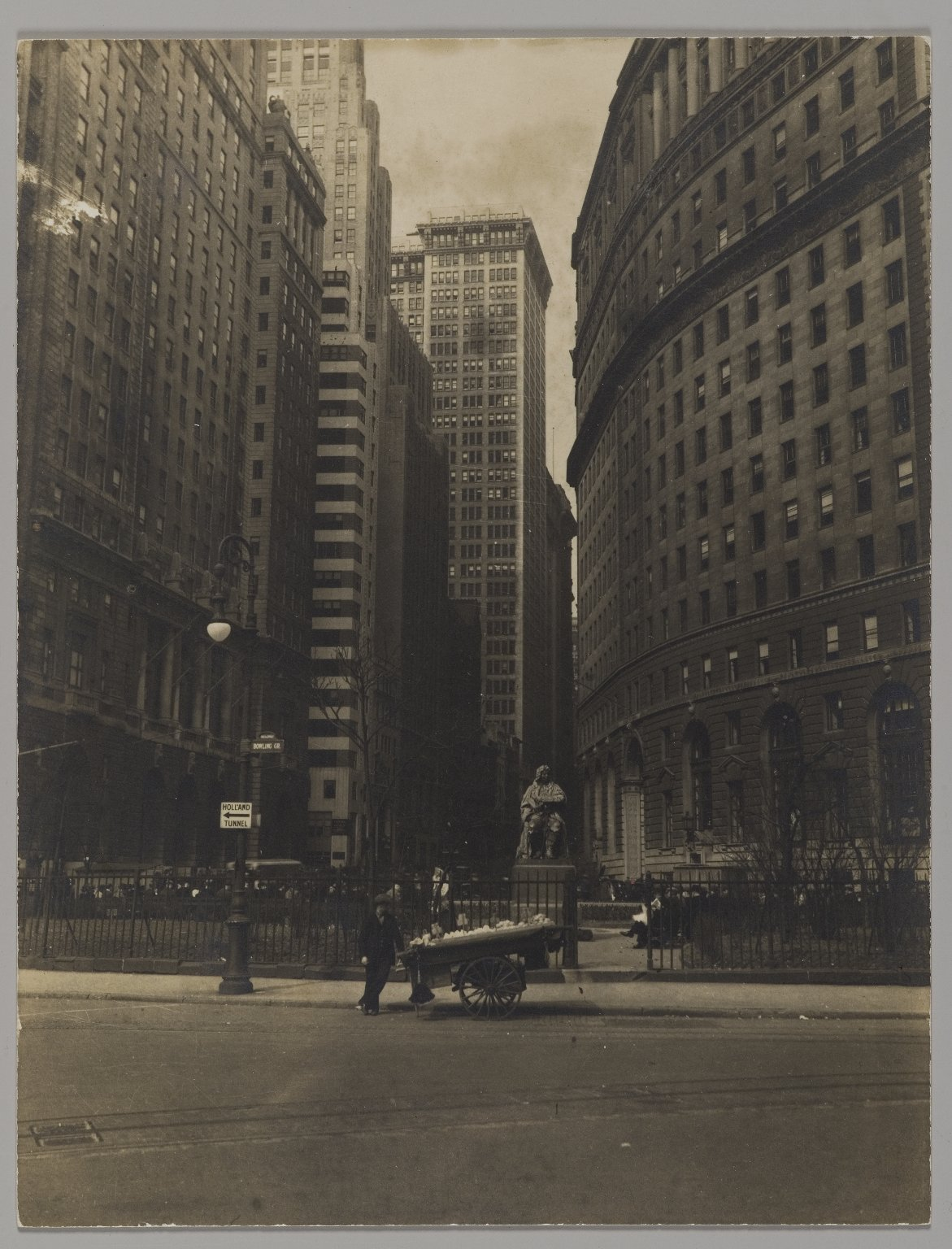
Consuelo Kanaga, Sin título (Bowling Green, NYC) principios del siglo XX, Museo de Brooklyn

### Época colonial
El parque ha sido durante mucho tiempo un centro de actividad en la ciudad, remontándose a los días de Nueva Ámsterdam, cuando sirvió como mercado de ganado entre 1638 y 1647, y lugar de desfiles. En 1675, el Consejo Común de la ciudad designó la "llanura antes del fuerte" para un mercado anual de "cereales, ganado y otros productos del país". En 1677, se cavó el primer pozo público de la ciudad frente a Fort Amsterdam en Bowling Green. En 1733, el Consejo Común arrendó una parte del patio de armas a tres terratenientes vecinos prominentes por un grano de pimienta al año, con la promesa de crear un parque que sería "el deleite de los habitantes de la ciudad" y agregaría a su "Belleza y Ornamento"; las mejoras debían incluir un "campo de bolos" con "paseos". Las calles aledañas no se pavimentaron con adoquines hasta 1744.
El 21 de agosto de 1770, el gobierno británico erigió una estatua ecuestre de plomo dorado de 1814 kg del rey Jorge III en Bowling Green; el rey estaba vestido con atuendo romano al estilo de la estatua ecuestre de Marco Aurelio. Esta había sido encargada en 1766, junto con una de William Pitt, del destacado escultor londinense Joseph Wilton, como celebración de la victoria tras la Guerra de los Siete Años. Con el rápido deterioro de las relaciones con Gran Bretaña después de 1770, la estatua se convirtió en un imán para las protestas. En 1773, la ciudad aprobó una ley contra el grafiti y la profanación para contrarrestar el vandalismo contra el monumento, y se construyó una valla protectora de hierro fundido a lo largo del perímetro del parque; la valla aún existe, por lo que es la más antigua de la ciudad.
El 9 de julio de 1776, después de que se leyera la Declaración de Independencia a las tropas de Washington en el sitio actual del Ayuntamiento, los Hijos de la Libertad locales corrieron por Broadway hasta Bowling Green para derribar la estatua del Rey Jorge III; en el proceso, se cortaron los remates de la cerca. El evento es una de las imágenes más perdurables en la historia de la ciudad. Según el folclore, la estatua fue cortada y enviada a una fundición de Connecticut bajo la dirección de Oliver Wolcott para convertirla en 42.088 balas Patriot a 20 balas por libra (2.104,4 libras). La cabeza de la estatua debía haber sido paseada por la ciudad con picas, pero los leales la recuperaron y la enviaron a Inglaterra. Ocho piezas de la estatua de plomo se conservan en la Sociedad Histórica de Nueva York, una está en el Museo de la Ciudad de Nueva York y otra en Connecticut. (total estimado de 260 a 270 libras); En 1991, la mano izquierda y el antebrazo de la estatua se encontraron en Wilton Connecticut; asimismo, 9 balas de mosquete de plomo del campo de batalla de Monmouth tenían el mismo contenido de plomo que la estatua La losa de piedra sobre la que descansaba la estatua se usó como lápida antes de formar parte de la colección de la Sociedad Histórica de Nueva York; el pedestal de piedra en sí permaneció hasta que fue derribado. El evento se ha representado a lo largo de los años en varias obras de arte, incluida una pintura de 1854 de William Walcutt y una pintura de 1859 de Johannes Adam Simon Oertel.
El 25 de noviembre de 1783, un soldado estadounidense logró rasgar la bandera británica en Bowling Green y reemplazarla con las barras y estrellas, una hazaña aparentemente difícil, ya que los británicos habían engrasado el asta de la bandera. Mientras el derrotado ejército británico abordaba barcos de regreso a Inglaterra, el entonces general George Washington condujo triunfalmente al Ejército Continental a través de Manhattan hasta Bowling Green para ver las últimas británicas tropas alejarse hacia el Atlántico.

### Era poscolonial
La losa de mármol del pedestal de la estatua se utilizó por primera vez como lápida de un mayor John Smith de Black Watch, que murió en 1783. Cuando se niveló la tumba de Smith en 1804, la losa se convirtió en un escalón de piedra en dos mansiones sucesivas; en 1880 se redescubrió la inscripción y la losa se transfirió a la Sociedad Histórica de Nueva York. La base del monumento se puede ver en el fondo del retrato de George Washington pintado por John Trumbull en 1790, ahora ubicado en el Ayuntamiento. La estatua de William Pitt se encuentra en la Sociedad Histórica de Nueva York.
Después de la Revolución, los restos de Fort Amsterdam frente a Bowling Green fueron demolidos en 1790 y parte de los escombros se usaron para extender Battery Park hacia el oeste. En su lugar se construyó una gran Government House, adecuada, se esperaba, para la casa de un presidente, con un pórtico de cuatro columnas que daba a Bowling Green y Broadway arriba. El gobernador John Jay lo habitó más tarde. Cuando la capital del estado se trasladó a Albany, el edificio sirvió como casa de huéspedes y luego como casa de aduanas antes de ser demolido en 1815. : 68 Se construyeron elegantes casas adosadas alrededor del parque, que siguió siendo en gran parte dominio privado de los residentes, aunque ahora algunos de los patricios conservadores de Nueva York fueron reemplazados por republicanos; principales comerciantes de Nueva York, encabezados por Abraham Kennedy, en una mansión en 1 Broadway que tenía 17 m fachada bajo un frontón central  y un frente hacia el Battery Parade, como se denominó el nuevo espacio libre. El Honorable John Watts, cuyo lugar de veraneo era Rose Hill; Canciller Robert Livingston en el número 5, Stephen Whitney en el número 7, y John Stevens construyeron residencias de ladrillo en estilo federal frente a Bowling Green. La Casa Alexander Macomb, la segunda mansión presidencial, se encontraba al norte del parque en 39–41 Broadway. El presidente George Washington la ocupó desde febrero 23 a agosto El 30 de enero de 1790, antes de que la capital de los Estados Unidos se trasladara a Filadelfia.
En 1825, Bowling Green Park se "colocó en el césped". En ese momento, era una elipse con un diámetro de 64,0 m en el eje norte-sur y 42,7 m en el eje este-oeste. En 1850, con la apertura de Lafayette Street y la posterior finalización de Washington Square Park y la Quinta Avenida, la migración general hacia el norte de las residencias en Manhattan llevó a la conversión de las residencias en oficinas de envío, lo que resultó en un acceso público total al parque.

### SiglosXXyXXI

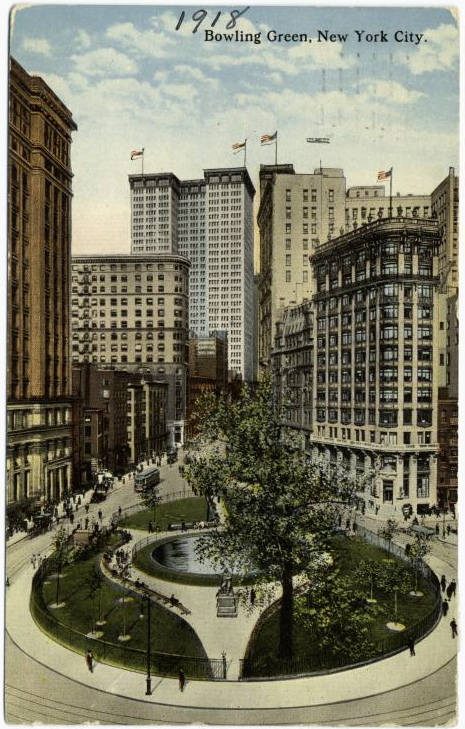
Bowling Green en 1918

En 1926 se describió que el parque tenía "paseos, bancos, zumaques y césped mal cuidado [sic] ", así como una fuente en el centro que los niños locales usaban para refrescarse en el verano. Fue abandonado en la posguerra de la Segunda Guerra Mundial. A partir de 1972, la ciudad renovó Bowling Green para restaurar su carácter del siglo XVII. Junto con la renovación del parque, se amplió la estación subterránea de la estación Bowling Green, lo que requirió la excavación temporal del parque. La renovación enfrentó una falta de fondos durante la crisis fiscal de Nueva York de 1975 pero se completó a fines de la década de 1970.
La cerca y el parque de Bowling Green se incluyeron en el Registro Nacional de Lugares Históricos en 1980.  En 1982, el Instituto Irlandés de Nueva York instaló una placa en el parque que conmemora un importante desafío a la libertad religiosa que ocurrió en el Manhattan colonial en 1707, cuando el reverendo Francis Makemie, el fundador del presbiterianismo estadounidense, predicó en una casa cerca del parque desafiando las órdenes del gobernador británico Edward Hyde, y posteriormente fue arrestado, acusado de predicar una "doctrina perniciosa", y luego absuelto.
En 1989, la escultura Charging Bull de Arturo Di Modica fue instalada en el extremo norte del parque por el Departamento de Parques y Recreación después de que la policía la confiscara tras su instalación ilegal en Wall Street. La escultura se ha convertido en un hito del distrito financiero. En marzo de 2017, Bowling Green recibió el nombre de Evacuation Day Plaza, que se caracterizó por la construcción de un letrero de calle iluminado, que conmemoraba la ubicación de un evento fundamental en la Guerra de Independencia que puso fin a una ocupación de siete años de las tropas británicos.

## Descripción y entorno

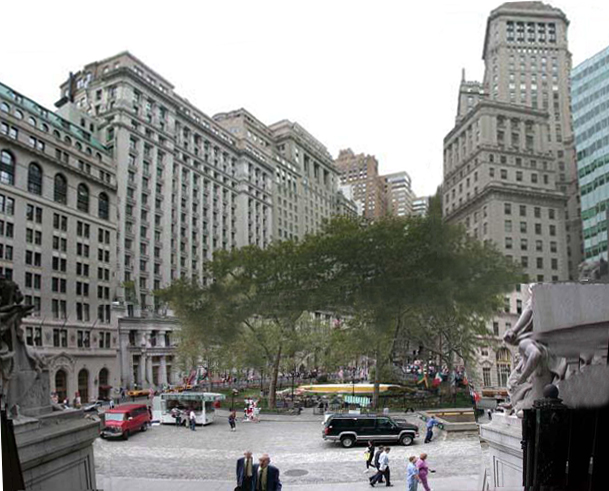
Visto desde la Alexander Hamilton U.S. Custom House. De izquierda a derecha: 1 Broadway, 11 Broadway, 25 Broadway, 37 Broadway, 26 Broadway y 2 Broadway

El parque es una plaza en forma de lágrima formada por la bifurcación de Broadway a medida que se acerca a Whitehall Street. Tiene un área de césped cercada con una gran fuente en el centro, rodeada de bancos que son populares a la hora del almuerzo entre los trabajadores del distrito financiero cercano.
El extremo sur de la plaza está delimitado por la entrada principal de la Alexander Hamilton U.S. Custom House, que alberga el Centro George Gustav Heye para el Museo Nacional del Indio Americano de la Institución Smithsonian y la Tribunal de Quiebras de los Estados Unidos para el Distrito Sur de Nueva York (División de Manhattan). Anteriormente había una calle pública a lo largo del borde sur del parque, también llamada "Bowling Green", pero dado que esta área era necesaria para una entrada moderna a la estación de metro del mismo nombre del parque, el camino se eliminó y se pavimentó con adoquines. La estación de metro de Nueva York en la Línea de la Avenida Lexington, inaugurada en 1905 y sirviendo al 4 y  trenes, se encuentra debajo de la plaza. Las entradas que datan de 1905 y renovaciones más recientes se encuentran en y cerca de la plaza.
El valor urbano del espacio está determinado por los rascacielos y otras estructuras históricas que lo rodean (enumerados en el sentido de las agujas del reloj desde el sur):
- Alexander Hamilton U.S. Custom House[27] : 13–14
- International Mercantile Marine Company Building, 1 Broadway (1882–1884, Edward H. Kendall; ampliado en 1921, Walter B. Chambers), el edificio de la línea United States Lines- Panama Pacific Line[27] : 10
- Bowling Green Offices Building, 11 Broadway (1895-1898, W. y G. Audsley, que luego sirvieron a White Star Line)[27] : 12
- Cunard Building, 25 Broadway (1921, Benjamin Wistar Morris, con Carrère y Hastings)[27] : 12
- 26 Broadway, el edificio de la Standard Oil Company, en el lado este de Broadway, frente al Cunard Building (1922, Carrère y Hastings con Shreve, Lamb & Blake)[27] : 12
- 2 Broadway (1959–1960, Emery Roth & Sons, resurgió en 1999 Skidmore, Owings & Merrill), un inmueble de corte moderno que reemplazó al distinguido Produce Exchange Building (1881–1884, George B. Post), como un "sacrificio aceptable"[28] destinado a estimular la reconstrucción del distrito financiero[27] : 13

### Cerca
La cerca que rodea Bowling Green Park se erigió en 1773 para proteger la estatua ecuestre del rey Jorge III. Todavía se mantiene como la valla más antigua de Nueva York. La cerca fue diseñada originalmente por Richard Sharpe, Peter T. Curtenius, Gilbert Forbes y Andrew Lyall, y se erigió a un costo de 562 libras esterlinas. Está realizado en hierro forjado sobre una base de piedra. Cada poste de la cerca tuvo una vez un remate en la parte superior, que a su vez estuvo adornado con lámparas.
Los remates de hierro fundido de la cerca fueron cortados el 9 de julio de 1776, el día en que la Declaración de Independencia de los Estados Unidos llegó a Nueva York. Los remates fueron restaurados en 1786; las marcas de sierra siguen siendo visibles hoy. En 1791, la cerca y la base de piedra se elevaron 0,6 m La valla se trasladó a Central Park entre 1914 y 1919 para dar paso a la construcción de la estación de metro de Bowling Green. Fue reparado nuevamente durante la renovación del parque en la década de 1970. La cerca fue designada como un hito oficial de la ciudad por la Comisión de Preservación de Monumentos Históricos de la Ciudad de Nueva York en 1970.

### Esculturas
Charging Bull, una escultura de bronce de 3221 kg en Bowling Green, diseñada por Arturo Di Modica e instalada en 1989, mide 11 pies (3,4 m) alto y mide 16 pies (4,9 m) largo. La escultura de gran tamaño representa un toro, el símbolo de la prosperidad y el optimismo financiero agresivo, recostado sobre sus cuartos traseros con la cabeza baja como si estuviera listo para embestir. La escultura es un popular destino turístico que atrae a miles de personas al día, así como "una de las imágenes más icónicas de Nueva York", y un "ícono de Wall Street".
En 2017, se instaló otra escultura de bronce, Fearless Girl, frente al toro. Diseñado por la escultora Kristen Visbal, el trabajo fue aclamado por su mensaje feminista. La estatua de Fearless Girl, encargada por State Street Global Advisors como una forma de llamar la atención sobre la brecha salarial de género y la falta de mujeres en las juntas del sector financiero corporativo, se instaló en marzo 7de 2017. La estatua representa a una niña desafiante que posa mirando a Charging Bull con actitud retadora. Inicialmente, la estatua estaba programada para ser removida en abril. 2, 2017, pero luego se le permitió permanecer en su lugar hasta febrero de 2018. La estatua fue retirada en noviembre de 2018 y reubicada en un sitio frente al edificio de la Bolsa de Valores de Nueva York.
En mayo El 29 de enero de 2017, el artista Alex Gardega agregó una estatua de un perro pequeño, titulada Pissing Pug (alternativamente, Peeing Pug o Sketchy Dog), pero la retiró después de aproximadamente tres horas. Describió la estatua de Fearless Girl como "tonterías corporativas" y "falta de respeto al artista que hizo el toro".